# Сабріна Луккі
Сабріна Луккі (італ. Sabrina Lucchi; нар. 15 серпня 1968) — колишня італійська тенісистка.
Найвищу одиночну позицію світового рейтингу — 210 місце досягла 27 Aug 1990, парну — 374 місце — 4 Jul 1988 року.
Здобула 1 одиночний титул туру ITF.

## Фінали ITF

### Одиночний розряд: 3 (1–2)
| Результат | Ранг | Дата            | Турнір          | Покриття | Суперниця        | Рахунок       |
| --------- | ---- | --------------- | --------------- | -------- | ---------------- | ------------- |
| Перемога  | 1.   | 19 липня 1987   | Суб'яко         | Ґрунт    | Лаура Лапі       | 1–6, 6–1, 7–6 |
| Поразка   | 1.   | 26 липня 1987   | Сецце, Італія   | Ґрунт    | Інмакулада Варас | 2–6, 1–6      |
| Поразка   | 2.   | 18 березня 1990 | Мурсія, Іспанія | Ґрунт    | Лі Фан           | 2–6, 5–7      |